# UTC+14:00

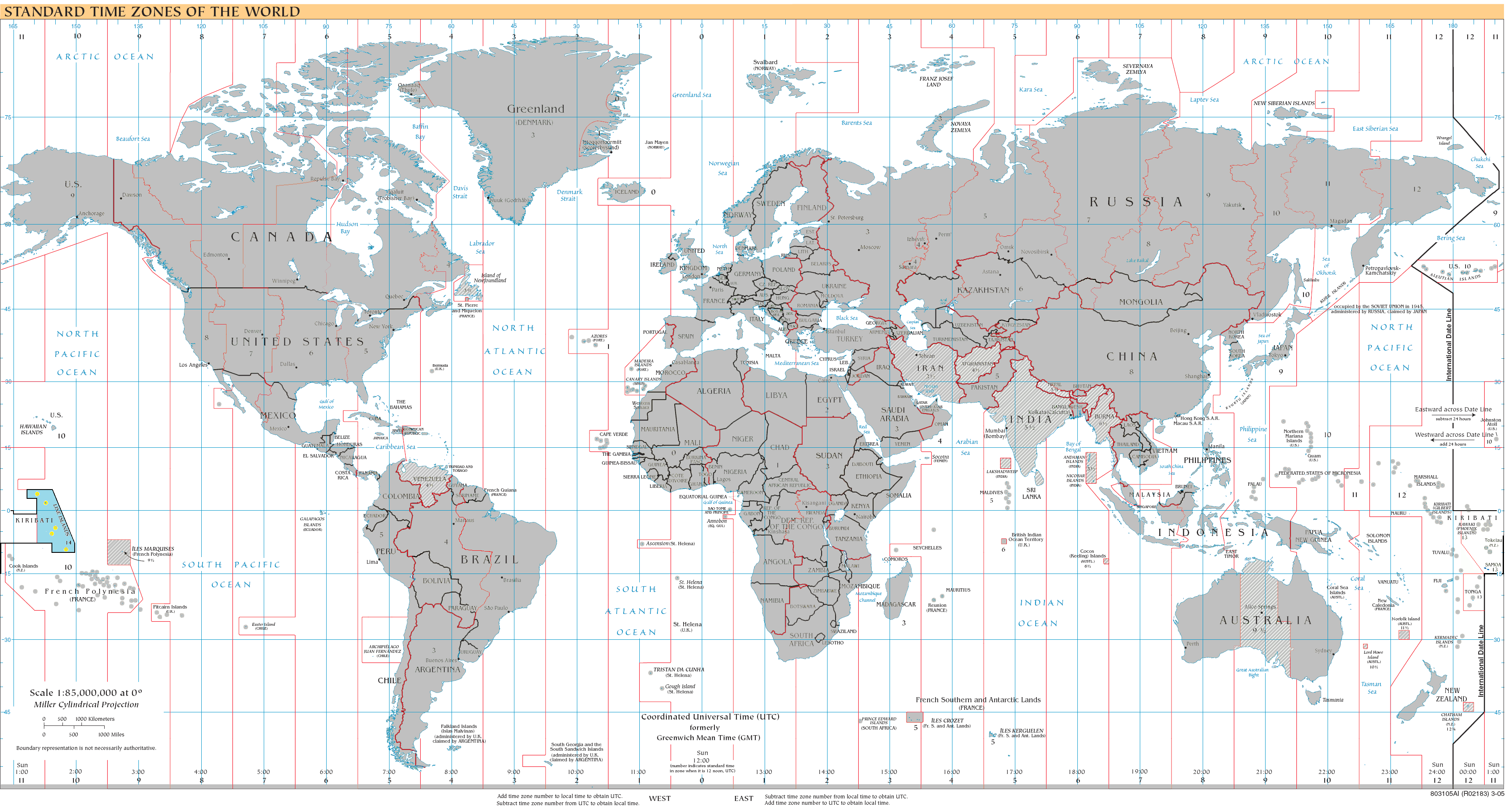
UTC+14：藍（12月）、橘（6月）、黃（全年）、淡藍 - 海洋

UTC+14:00時區位于180度经线以东。该时区的时间比协调世界时早14个小时，是目前地球上最早进入一天的地區，本時區人口約1萬人。
此時區包含以下區域：
- 基里巴斯
  - 萊恩群島（包括聖誕島）

夏令時間的區域：
- 萨摩亚

UTC+14时区最早由基里巴斯于1995年创设。基里巴斯领土因横跨180度经线，被旧国际換日线分割，故而在1995年以前东西两半部分使用的日期不同，导致诸多不便。为此，基里巴斯政府于1995年1月1日起将本国东部的UTC-11和UTC-10时区分别改为UTC+13和UTC+14，使得全国范围内的日期得以统一。
萨摩亚在2011年12月29日完結時把标准时间从国际日期变更线以东调整到国际日期变更线以西，即从时区UTC-11改为UTC+13（夏时制由UTC-10改为UTC+14）。变动使当地跳過12月30日，直接从12月29日进入12月31日。变更的目的是为了加强与澳大利亚、新西兰和亚洲的经济交流，缩小与这些地区的时差。